# Botvid Sunesson
Botvid Sunesson, död 1562, även Botuidis Sunonis, var en svensk prästman. Han utnämndes till  biskop i Strängnäs 1536 efter studier i Tyskland.
Sunesson, som hade magistertitel, studerade i Wittenberg, kanske samtidigt med Olaus Petri. Han var kanik i Linköping och innehade där prebenda Andreæ. Han var också den förste Strängnäsbiskop, som varit gift; hans änka bodde en tid kvar i Strängnäs, och deras dotter Margareta var gift med kyrkoherden i Strängnäs Reinholdus Ragvaldi.
Sunesson motsatte sig kung Gustav Vasas äktenskap med Katarina Stenbock och misstänktes av kungen dessutom ha gynnat Olaus Petris krönikeförfattarskap. Han avsattes från biskopsstolen och sattes som fånge på Gripsholms slott. År 1561 återfick Sunesson emellertid posten.